# Замостский уезд
Замостский уезд — административная единица в составе Люблинской губернии Российской империи, существовавшая c 1837 года по 1919 год. Административный центр — город Замостье.

## История
Уезд образован в 1837 году в составе Люблинской губернии Российской империи. В 1912 году уезд передан в состав вновь образованной Холмской губернии. В 1919 году преобразован в Замойский повят Люблинского воеводства Польши.

## Население
По переписи 1897 года население уезда составляло 119 783 человек, в том числе в городе Замостье — 14 705 жит., в безуездном городе Щебрешин — 6122 жит.

### Национальный состав
Национальный состав по переписи 1897 года:
- поляки — 88 486 чел. (73,9 %),
- евреи — 14 666 чел. (12,2 %),
- украинцы (малороссы) — 9221 чел. (7,7 %),
- русские — 6713 чел. (5,6 %),

## Административное деление
В 1913 году в состав уезда входило 15 гмин: 
| - Высокое — д. Высокое, - Горай — пос. Горай, - Замостье — г. Замостье, - Зверинец — с. Зверинец, - Красноброд — с. Подклиштор, - Лабуне — с. Лабуне, - Мокрое — д. Мокрое, - Нелиш — с. Нелиш, | - Радечница — с. Радечница, - Скербешов — с. Скербешов, - Старое Замостье — с. Старое Замостье, - Сулов — с. Сулов, - Суховоля — с. Поточек, - Терешполь — с. Терешполь, - Фрамполь — пос. Фрамполь, |